# Gau Baden-Elsass
22 mars 1925 – 1945
(20 ans)
Entités précédentes :
- Reich allemand
(Bade)
- France
(Bas-Rhin, Haut-Rhin)

Entités suivantes :
- Allemagne
(Bade, Wurtemberg-Bade)
- France
(Bas-Rhin, Haut-Rhin)

Le Gau Baden-Elsass ou Gau Baden-Elsaß (en français : Gau de Bade-Alsace) est à l'origine une circonscription administrative interne du parti nazi. À sa création en 1925, elle correspond au territoire de la république de Bade qu'elle remplace comme subdivision territoriale du Troisième Reich à partir de 1933.
D'abord baptisée « Gau Baden » (Gau de Bade), la région prend son nom définitif à la suite de l’annexion de l’Alsace par le Reich allemand en 1940 : les départements français du Bas-Rhin et du Haut-Rhin sont incorporés au territoire également appelé parfois aussi, de manière non officielle, « Gau Oberrhein » (Gau du Rhin supérieur) qui comprend ainsi le CdZ-Gebiet Elsass (en français : Territoire du chef de l’administration civile en Alsace).
Administré par le Gauleiter Robert Wagner, le territoire disparaît avec la chute du régime nazi à la fin de la Seconde Guerre mondiale en 1945.

## Contexte historique

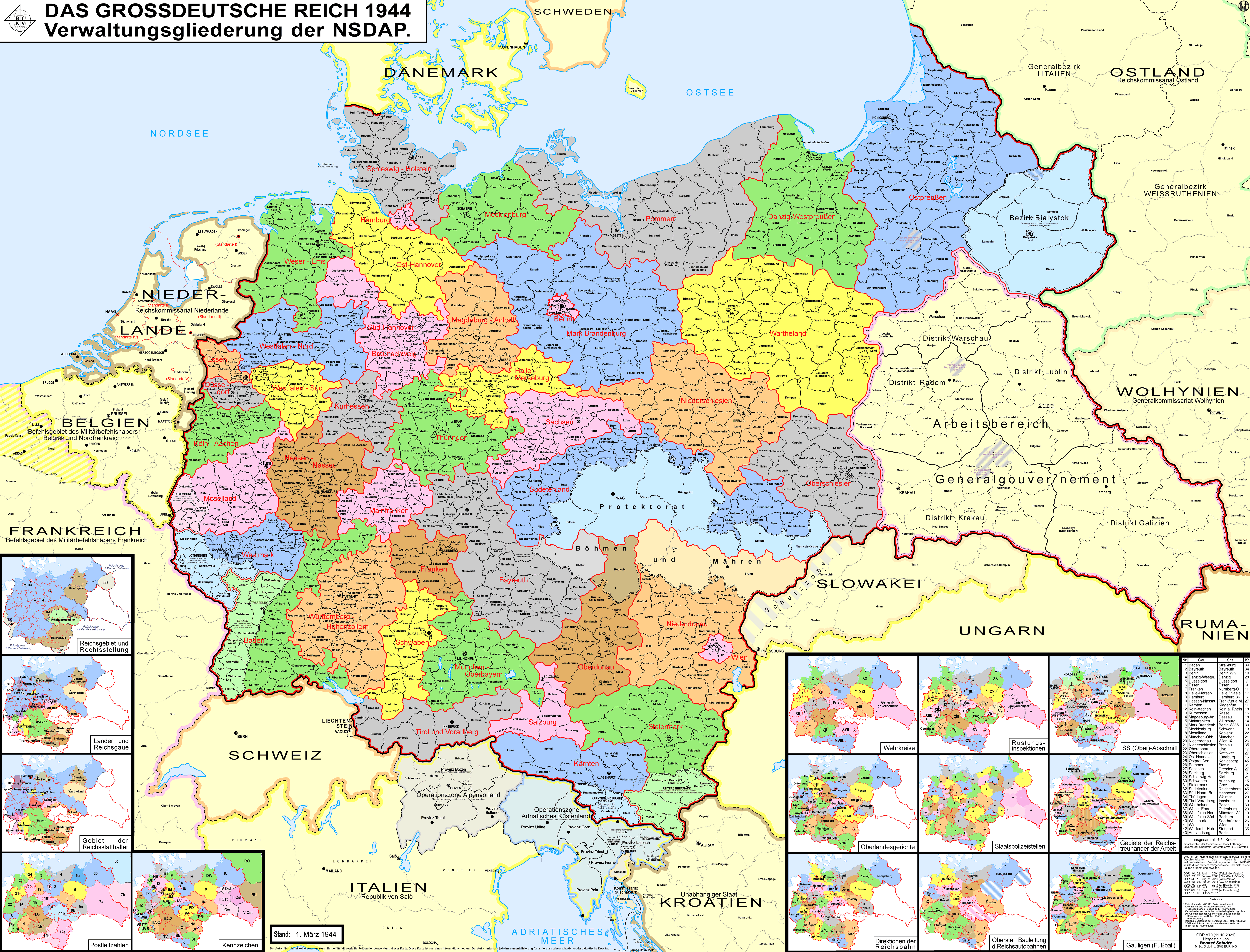
Gaue du NSDAP au sein du IIIe Reich, en 1944.

Appliquant une politique expansionniste agressive, l’Allemagne nazie annexe l'Autriche, la région des Sudètes, la Silésie, Dantzig et la Prusse-Occidentale, la Posnanie, la Moselle et l'Alsace entre 1938 et 1940. La création du Gau Baden-Elsaß est le fruit de cette politique. Si la première annexion de l'Alsace avait été entérinée par le traité de Francfort le 10 mai 1871, la seconde, en revanche, ne sera jamais ratifiée par un traité international.
Pour Adolf Hitler, les motivations sont purement politiques. S'inscrivant dans la droite ligne de sa vision raciale de la supériorité du « peuple germanique », sa volonté de créer un « espace vital » se traduit par une stratégie de conquête planifiée, dès 1924. Divers projets de constitution d'un ensemble de territoires à annexer au Reich, à l'ouest de l'Europe, ont été envisagés à sa demande, peu avant la signature de la convention d'armistice du 22 juin 1940. Certains projets concernaient les frontières du traité de Westphalie de 1648, d'autres, celles du Bas Moyen Âge.

## Formation duGau
L’Alsace est annexée de facto, le 18 octobre 1940, au territoire allemand, par un décret de Hitler dont la publication fut interdite, pour former le Reichsgau Oberrhein (Haut-Rhin).
« Il n'y eut pas de manifestation aussi bruyante pour célébrer l'annexion officielle de l'Alsace au pays de Bade, la présence à la tête de son administration civile, du gauleiter de Bade, Wagner, suffisant à affirmer la fusion ». Concrètement, l’Alsace acquiert alors un statut de CdZ-Gebiet, en devenant le CdZ-Gebiet Elsass.
Le système administratif et les lois allemandes furent ainsi mis en place, en violation formelle des clauses de l'armistice du 22 juin 1940, et ce malgré les protestations écrites du gouvernement de Vichy, auprès de la Commission de Wiesbaden, formulées en août et septembre 1940 et restées sans réponses.

## Organisation duGau
Le Gau Baden-Elsaß réunit la République de Bade et l'Alsace. Sa capitale devient Strasbourg. Au niveau de l'administration du Troisième Reich, la fusion ne fut jamais formellement établie. Cependant les deux régions constitutives restèrent administrées depuis Strasbourg.
Le gauleiter responsable du Reichsgau Baden-Elsaß fut Robert Wagner, compagnon fidèle de la première heure d'Adolf Hitler.
Le projet de création d'un nouveau royaume d'Alémanie, avec pour capitale Strasbourg, avait été imaginé dès le XIXe siècle, par certains intellectuels nationalistes, dont Constantin Frantz.